# Walserové

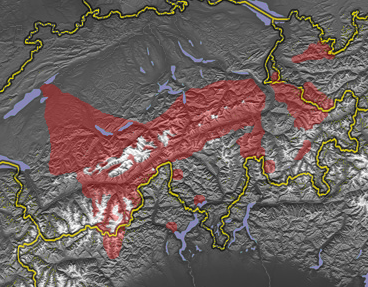
Rozšíření hornoalemanského dialektu

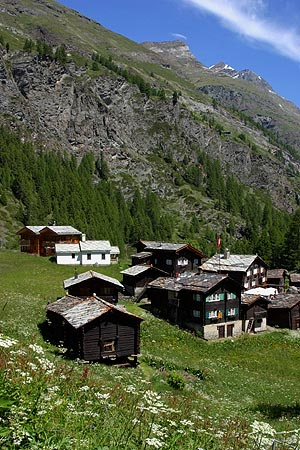
Walserská architektura v Zermattu

Walserové jsou národnostní skupinou žijící v italských, švýcarských a rakouských a lichtenštejnských Alpách. Jejich jazyk je dialektem alamanské němčiny.

## Rozšíření
Walserové postupně osídlili tato údolí: Val di Gressoney a Val di Ayas v provincii Valle d'Aosta, Valle Anzasca, Val Formazza, Valle Antigorio, Valle d’Ossola, Valle Strona a Valsesia v provincii Piemont, Mattertal, Saastal, Lötschental, Simplon v kantonu Valais, Valsertal, Safiental, Rheinwald, Schanfigg a Landquart v kantonu Graubünden, Grosses Walsertal, Kleinwalsertal, Brandnertal, Montafon a údolí Alpského Rýna ve spolkové zemi Vorarlbersko, Paznauntal ve spolkové zemi Tyrolsko a obec Triesenberg v Lichtenštejnsku.

## Lidové zvyky
Walserové si vytvořili svéráznou architekturu - stavěli rozsáhlé samostatné statky, ve kterých se věnovali chovu dobytka, pěstování obilí, lnu a konopí. Dodnes se uchovávají walserské kroje s bohatě vyšívanými pásy.